# Războiul împotriva terorismului
Războiul împotriva terorismului (cunoscut și ca Războiul global împotriva terorismului sau Războiul împotriva terorii) este o campanie militară internațională împotriva terorismului condusă de Statele Unite și Marea Britanie cu sprijinul partenerilor din NATO, dar și a altor țări care nu sunt membre NATO. Inițial campania a fost îndreptată împotriva al-Qaeda și a altor organizații militante cu scopul de a le elimina, dar s-a finalizat cu ocupația coaliției multinaționale a Afganistanului și Irakului. 
Denumirea campaniei folosește o metaforă a războiului pentru a se referi la o varietate de acțiuni care nu constituie un război specific definit în mod tradițional. Președintele american George W. Bush a folosit mai întâi termenul "război împotriva terorismului" pe 16 septembrie 2001,  și apoi "războiul împotriva terorii" câteva zile mai târziu într-un discurs formal adresat Congresului. În cel de-al doilea discurs, George Bush a declarat: "Inamicul nostru este o rețea radicală de teroriști și fiecare guvern care îi sprijină."  Termenul a fost inițial folosit cu un accent deosebit pe țările asociate cu al-Qaeda.  
Președintele SUA, Barack Obama, a anunțat, pe 23 mai 2013, că războiul mondial împotriva terorismului s-a încheiat, spunând că agențiile militare și de informații nu vor lupta împotriva unei tactici, ci se vor concentra  pe un anumit grup de rețele determinate să distrugă SUA . La 28 decembrie 2014, administrația Obama a anunțat încheierea   misiunii conduse de SUA în Afganistan.  Cu toate acestea, ascensiunea neașteptată a Statului Islamic din Irak și Siria   a dus la o nouă operațiune împotriva terorii în Orientul Mijlociu și Asia de Sud.
Critica războiului împotriva terorii s-a concentrat pe moralitate, eficiență, economie; unii dintre aceștia, inclusiv președintele Barack Obama,  s-au opus expresiei în sine ca a unei denaturări. Noțiunea de "război" împotriva "terorismului" s-a dovedit a fi controversată, criticii spunând că au fost exploatați de guvernele participante pentru a-și atinge obiective politice / militare de lungă durată, a reduce libertățile  si drepturile civile. De asemenea, criticii afirmă că termenul de "război" nu este adecvat în acest context (la fel ca termenul "război împotriva drogurilor"), deoarece nu există un inamic identificabil și este puțin probabil ca terorismul internațional să poată fi încheiat prin mijloace militare.  